# Wiceprezydent Stanów Zjednoczonych

Flaga wiceprezydenta Stanów Zjednoczonych

Wiceprezydent Stanów Zjednoczonych (ang. Vice President of the United States) – drugi w kolejności najważniejszy urząd polityczny w Stanach Zjednoczonych. Jest wybierany na cztery lata wraz z prezydentem.
W drugiej połowie XX w. poszerzono jego kompetencje. Niektórzy wiceprezydenci nie mieli wpływu na decyzje podejmowane w Białym Domu, niektórzy jednak (np. Al Gore czy Dick Cheney) potrafili je sobie zapewnić.
Byłym wiceprezydentom USA przysługuje dożywotnia emerytura oraz ochrona osobista po odejściu z urzędu.

## Wybór wiceprezydenta
Do 1804 (wejście w życie 12. poprawki do Konstytucji Stanów Zjednoczonych) wiceprezydentem zostawała osoba, która zajęła drugie miejsce w wyborach na prezydenta. Jednak z uwagi na różnice polityczne, od tego czasu przeprowadza się oddzielne, równoległe z prezydenckimi, wybory na wiceprezydenta.
Wiceprezydent obierany na cztery lata wraz z prezydentem. Kandydata na ten urząd wskazuje kandydat na prezydenta. Na wiceprezydenta może kandydować osoba, która posiada bierne prawo wyborcze w wyborach prezydenckich.

## Sukcesja prezydencka
Wiceprezydent automatycznie (w wyniku sukcesji) zostaje prezydentem w wyniku: śmierci, zrzeczenia się lub usunięcia z urzędu prezydenta. Początkowo działo się to na mocy przyjętego zwyczaju, zanim taki stan rzeczy nie został formalnie usankcjonowany za sprawą uchwalonej w 1967 25. poprawki do konstytucji.
Tą samą poprawką ustanowiono zapis, zgodnie z którym w razie opróżnienia urzędu wiceprezydenta prezydent jest zobowiązany mianować nowego wiceprezydenta. Wiceprezydent z nominacji obejmuje urząd po zatwierdzeniu przez połączone izby Kongresu. 

## Wakaty na stanowisku wiceprezydenta
W przeciwieństwie do urzędu prezydenta, urząd wiceprezydenta może być nieobsadzony. Do czasu uchwalenia 25. poprawki do konstytucji, w przypadku zwolnienia urzędu prezydenta (który obejmował wiceprezydent) lub w przypadku zwolnienia urzędu wiceprezydenta, urząd ten pozostawał do końca bieżącej kadencji nieobsadzony - nie przewidywano żadnej możliwości uzupełnienia wakatu. Gdyby w takim przypadku doszło do śmierci lub ustąpienia prezydenta, zastosowanie miałaby tzw. linia sukcesji prezydenckiej, ale nigdy nie doszło do takiej sytuacji.
Urząd wiceprezydenta był opróżniony w okresach:
- od 20 kwietnia 1812 do 4 marca 1813 (George Clinton zmarł),
- od 23 listopada 1814 do 4 marca 1817 (Elbridge Gerry zmarł),
- od 28 grudnia 1832 do 4 marca 1833 (John Calhoun zrezygnował),
- od 4 kwietnia 1841 do 4 marca 1844 (John Tyler został prezydentem),
- od 9 lipca 1850 do 4 marca 1853 (Millard Fillmore został prezydentem),
- od 18 kwietnia 1853 do 4 marca 1857 (William de Vane King zmarł),
- od 15 kwietnia 1865 do 4 marca 1869 (Andrew Johnson został prezydentem),
- od 22 listopada 1875 do 4 marca 1877 (Henry Wilson zmarł),
- od 19 września 1881 do 4 marca 1885 (Chester Arthur został prezydentem),
- od 25 listopada 1885 do 4 marca 1889 (Thomas Hendricks zmarł),
- od 21 listopada 1899 do 4 marca 1901 (Garret Hobart zmarł),
- od 14 września 1901 do 4 marca 1905 (Theodore Roosevelt został prezydentem),
- od 30 października 1912 do 4 marca 1913 (James Sherman zmarł),
- od 2 sierpnia 1923 do 4 marca 1925 (Calvin Coolidge został prezydentem),
- od 12 kwietnia 1945 do 20 stycznia 1949 (Harry Truman został prezydentem),
- od 22 listopada 1963 do 20 stycznia 1965 (Lyndon Johnson został prezydentem),
- od 10 października do 6 grudnia 1973 (Spiro Agnew zrezygnował, powołano Geralda Forda),
- od 9 sierpnia do 19 grudnia 1974 (Gerald Ford został prezydentem, powołano Nelsona Rockefellera).

## Wiceprezydenci jako przewodniczący Senatu
Wiceprezydent z urzędu jest przewodniczącym Senatu USA, w głosowaniu może wziąć udział jedynie w wypadku równego podziału głosów w celu przełamania remisu. Prowadzi obrady, gdy podejmie taką decyzję. W czasie, gdy nie prowadzi zastępuje go przewodniczący pro tempore Senatu.
Głosowania wiceprezydentów w Senacie (stan na 02 lipca 2025):
| Liczba głosowań | Wiceprezydent | Wiceprezydent          | Partia                                  | Partia                             | Kadencja                            | Prezydent                          |
| --------------- | ------------- | ---------------------- | --------------------------------------- | ---------------------------------- | ----------------------------------- | ---------------------------------- |
| 33              |               | Kamala Harris          |                                         | Partia Demokratyczna               | 20 stycznia 2021 – 20 stycznia 2025 | Joe Biden                          |
| 31              |               | John C. Calhoun        |                                         | Partia Demokratyczno-Republikańska | 4 marca 1825 – 29 grudnia 1832      | John Quincy Adams / Andrew Jackson |
| 29              |               | John Adams             |                                         | Partia Federalistyczna             | 21 kwietnia 1789 – 4 marca 1797     | George Washington                  |
| 19              |               | George M. Dallas       |                                         | Partia Demokratyczna               | 4 marca 1845 – 4 marca 1849         | James K. Polk                      |
| 18              |               | Schuyler Colfax        |                                         | Partia Republikańska               | 4 marca 1869 – 4 marca 1873         | Ulysses S. Grant                   |
| 14              |               | George Clinton         |                                         | Partia Demokratyczno-Republikańska | 4 marca 1804 – 20 kwietnia 1821     | Thomas Jefferson / James Madison   |
| 14              |               | Richard Mentor Johnson |                                         | Partia Demokratyczna               | 4 marca 1837 – 4 marca 1841         | Martin Van Buren                   |
| 13              |               | Mike Pence             |                                         | Partia Republikańska               | 20 stycznia 2017 – 20 stycznia 2021 | Donald Trump                       |
| 10              |               | John C. Breckinridge   |                                         | Partia Demokratyczna               | 4 marca 1857 – 4 marca 1861         | James Buchanan                     |
| 9               |               | Elbridge Gerry         |                                         | Partia Demokratyczno-Republikańska | 4 marca 1813 – 23 listopada 1814    | James Madison                      |
| 9               |               | Thomas R. Marshall     |                                         | Partia Demokratyczna               | 4 marca 1913 – 4 marca 1921         | Woodrow Wilson                     |
| 8               |               | Alben W. Barkley       | 20 stycznia 1949 – 20 stycznia 1953     | Partia Demokratyczna               | Harry S. Truman                     |                                    |
| 8               |               | Richard Nixon          |                                         | Partia Republikańska               | 20 stycznia 1953 – 20 stycznia 1961 | Dwight D. Eisenhower               |
| 8               |               | Dick Cheney            | 20 stycznia 2001 – 20 stycznia 2009     | Partia Republikańska               | George W. Bush                      |                                    |
| 7               |               | Hannibal Hamlin        | 4 marca 1861 – 4 marca 1965             | Partia Republikańska               | Abraham Lincoln                     |                                    |
| 7               |               | George H. W. Bush      | 20 stycznia 1981 – 20 stycznia 1989     | Partia Republikańska               | Ronald Reagan                       |                                    |
| 6               |               | Daniel D. Tompkins     |                                         | Partia Demokratyczno-Republikańska | 4 marca 1817 – 4 marca 1821         | James Monroe                       |
| 6               |               | William A. Wheeler     |                                         | Partia Republikańska               | 4 marca 1877 – 4 marca 1881         | Rutherford B. Hayes                |
| 5               |               | J.D. Vance             | od 20 stycznia 2025                     | Partia Republikańska               | Donald Trump                        |                                    |
| 4               |               | Levi P. Morton         | 4 marca 1889 – 4 marca 1993             | Partia Republikańska               | Benjamin Harrison                   |                                    |
| 4               |               | James S. Sherman       | 4 marca 1909 – 30 października 1912     | Partia Republikańska               | William Howard Taft                 |                                    |
| 4               |               | Martin Van Buren       |                                         | Partia Demokratyczna               | 4 marca 1833 – 4 marca 1837         | Andrew Jackson                     |
| 4               |               | Henry A. Wallace       | 20 stycznia 1941 – 20 stycznia 1945     | Partia Demokratyczna               | Franklin D. Roosevelt               |                                    |
| 4               |               | Hubert Humphrey        | 20 stycznia 1965 – 20 stycznia 1969     | Partia Demokratyczna               | Lyndon B. Johnson                   |                                    |
| 4               |               | Al Gore                | 20 stycznia 1993 – 20 stycznia 2001     | Partia Demokratyczna               | Bill Clinton                        |                                    |
| 3               |               | Thomas Jefferson       |                                         | Partia Demokratyczno-Republikańska | 4 marca 1797 – 4 marca 1801         | John Adams                         |
| 3               |               | Aaron Burr             | 4 marca 1801 – 4 marca 1805             | Partia Demokratyczno-Republikańska | Thomas Jefferson                    |                                    |
| 3               |               | Millard Fillmore       |                                         | Partia Wigów                       | 4 marca 1849 – 9 lipca 1850         | Zachary Taylor                     |
| 3               |               | Chester A. Arthur      |                                         | Partia Republikańska               | 4 marca 1881 – 19 września 1881     | James A. Garfield                  |
| 3               |               | Charles Curtis         | 4 marca 1929 – 4 marca 1933             | Partia Republikańska               | Herbert Hoover                      |                                    |
| 3               |               | John Nance Garner      |                                         | Partia Demokratyczna               | 4 marca 1933 – 20 stycznia 1941     | Franklin D. Roosevelt              |
| 2               |               | Adlai Stevenson        | 4 marca 1893 – 4 marca 1897             | Partia Demokratyczna               | Grover Cleveland                    |                                    |
| 2               |               | Charles G. Dawes       |                                         | Partia Republikańska               | 4 marca 1925 – 4 marca 1929         | Calvin Coolidge                    |
| 2               |               | Spiro Agnew            | 20 stycznia 1969 – 10 października 1973 | Partia Republikańska               | Richard Nixon                       |                                    |
| 1               |               | Henry Wilson           | 4 marca 1873 – 22 listopada 1875        | Partia Republikańska               | Ulysses S. Grant                    |                                    |
| 1               |               | Garret Hobart          | 4 marca 1897 – 21 listopada 1899        | Partia Republikańska               | William McKinley                    |                                    |
| 1               |               | Harry S. Truman        |                                         | Partia Demokratyczna               | 20 stycznia 1945 – 12 kwietnia 1945 | Franklin D. Roosevelt              |
| 1               |               | Walter Mondale         | 20 stycznia 1977 – 20 stycznia 1981     | Partia Demokratyczna               | Jimmy Carter                        |                                    |
| 0               |               | John Tyler             |                                         | Partia Wigów                       | 4 marca 1841 – 4 kwietnia 1841      | William Henry Harrison             |
| 0               |               | Andrew Johnson         |                                         | Partia Unii Narodowej              | 4 marca 1865 – 15 kwietnia 1865     | Abraham Lincoln                    |
| 0               |               | William R. King        |                                         | Partia Demokratyczna               | 4 marca 1853 – 18 kwietnia 1853     | Franklin Pierce                    |
| 0               |               | Thomas A. Hendricks    | 4 marca 1885 – 25 listopada 1885        | Partia Demokratyczna               | Grover Cleveland                    |                                    |
| 0               |               | Lyndon B. Johnson      | 20 stycznia 1961 – 22 listopada 1963    | Partia Demokratyczna               | John F. Kennedy                     |                                    |
| 0               |               | Joe Biden              | 20 stycznia 2009 – 20 stycznia 2017     | Partia Demokratyczna               | Barack Obama                        |                                    |
| 0               |               | Theodore Roosevelt     |                                         | Partia Republikańska               | 4 marca 1901 – 14 września 1901     | William McKinley                   |
| 0               |               | Charles W. Fairbanks   | 4 marca 1905 – 4 marca 1909             | Partia Republikańska               | Theodore Roosevelt                  |                                    |
| 0               |               | Calvin Coolidge        | 4 marca 1921 – 2 sierpnia 1923          | Partia Republikańska               | Warren G. Harding                   |                                    |
| 0               |               | Gerald Ford            | 6 grudnia 1973 – 9 sierpnia 1974        | Partia Republikańska               | Richard Nixon                       |                                    |
| 0               |               | Nelson Rockefeller     | 19 grudnia 1974 – 20 stycznia 1977      | Partia Republikańska               | Gerald Ford                         |                                    |
| 0               |               | Dan Quayle             | 20 stycznia 1989 – 20 stycznia 1993     | Partia Republikańska               | George H. W. Bush                   |                                    |